# Zapasy na Letnich Igrzyskach Olimpijskich 1996 – kategoria do 90 kg w stylu wolnym
Zmagania mężczyzn do 90 kg to jedna z dziesięciu męskich konkurencji w zapasach w stylu wolnym rozgrywanych podczas Letnich Igrzysk Olimpijskich 1996. Pojedynki w tej kategorii wagowej odbyły się w dniach 1 – 2 sierpnia.

## Klasyfikacja[1]
| Pozycja | Nazwisko                 | Kraj               |
| ------- | ------------------------ | ------------------ |
| 1       | Rasul Chadem             | Iran               |
| 2       | Macharbiek Chadarcew     | Rosja              |
| 3       | Eldar Kurtanidze         | Gruzja             |
| 4       | Jozef Lohyňa             | Słowacja           |
| 5       | Dzambołat Tedejew        | Ukraina            |
| 6       | Victor Kodei             | Nigeria            |
| 7       | Melvin Douglas           | Stany Zjednoczone  |
| 8       | Kim Ik-hui               | Korea Południowa   |
| 9       | Ričardas Pauliukonis     | Litwa              |
| 10      | Péter Bacsa              | Węgry              |
| 11      | Isłam Bajramukow         | Kazachstan         |
| 12      | Heiko Balz               | Niemcy             |
| 13      | Kałojan Baew             | Bułgaria           |
| 14      | Bajanmönchijn Gantogtoch | Mongolia           |
| 15      | Scott Bianco             | Kanada             |
| 16      | Bashir Bhola Bhala       | Pakistan           |
| 17      | Robert Kostecki          | Polska             |
| 18      | Bob Renney               | Australia          |
| 19      | Tatsuo Kawai             | Japonia            |
| 20      | Louis Purcell            | Samoa Amerykańskie |
| .       | José Betancourt          | Portoryko          |

## Zasady[2]
- TO — Łopatki
- PP — Na punkty (Pokonany zdobył punkty)
- PO — Na punkty (Pokonany bez punktów)
- ST — Przewaga (10 punktów różnicy, pokonany bez punktów)
- SP — Przewaga (10 punktów różnicy, pokonany zdobył punkty)

## Wyniki

### Runda 1
|                          | Wynik |                      | Punkty |
| 1/16                     | 1/16  | 1/16                 | 1/16   |
| ------------------------ | ----- | -------------------- | ------ |
| Ričardas Pauliukonis     | 11–0  | Louis Purcell        | 4–0 ST |
| Eldar Kurtanidze         | 11–0  | Kałojan Baew         | 4–0 ST |
| Kim Ik-hui               | 2–1   | Péter Bacsa          | 3–1 PP |
| Jozef Lohyňa             | 5–0   | Tatsuo Kawai         | 3–0 PO |
| Bajanmönchijn Gantogtoch | 5–0   | José Betancourt      | 3–0 PO |
| Victor Kodei             | 1–6   | Rasul Chadem         | 1–3 PP |
| Scott Bianco             | 2–5   | Isłam Bajramukow     | 1–3 PP |
| Robert Kostecki          | 4–5   | Dzambołat Tedejew    | 1–3 PP |
| Bob Renney               | 1–11  | Heiko Balz           | 1–4 SP |
| Bashir Bhola Bhala       | 0–10  | Macharbiek Chadarcew | 0–4 ST |
| Melvin Douglas           |       | Bez walki            |        |

### Runda 2
|                      | Wynik |                          | Punkty |
| 1/8                  | 1/8   | 1/8                      | 1/8    |
| -------------------- | ----- | ------------------------ | ------ |
| Melvin Douglas       | 5–0   | Ričardas Pauliukonis     | 3–0 PO |
| Eldar Kurtanidze     | 2–3   | Kim Ik-hui               | 1–3 PP |
| Jozef Lohyňa         | 5–3   | Bajanmönchijn Gantogtoch | 3–1 PP |
| Rasul Chadem         | 4–3   | Isłam Bajramukow         | 3–1 PP |
| Dzambołat Tedejew    | 4–1   | Heiko Balz               | 3–1 PP |
| Macharbiek Chadarcew |       | Bez walki                |        |
| Repasaże             |       |                          |        |
| Louis Purcell        | 0–4   | Kałojan Baew             | 0–4 TO |
| Péter Bacsa          | 5–2   | Tatsuo Kawai             | 3–1 PP |
| José Betancourt      | 0–10  | Victor Kodei             | 0–4 ST |
| Scott Bianco         | 3–2   | Robert Kostecki          | 3–1 PP |
| Bob Renney           | 3–7   | Bashir Bhola Bhala       | 1–3 PP |

### Runda 3
|                      | Wynik |                          | Punkty |
| 1/4                  | 1/4   | 1/4                      | 1/4    |
| -------------------- | ----- | ------------------------ | ------ |
| Macharbiek Chadarcew | 4–1   | Melvin Douglas           | 3–1 PP |
| Kim Ik-hui           | 0–3   | Jozef Lohyňa             | 0–3 PO |
| Rasul Chadem         |       | Bez walki                |        |
| Dzambołat Tedejew    |       | Bez walki                |        |
| Repasaże             |       |                          |        |
| Kałojan Baew         | 5–7   | Péter Bacsa              | 1–3 PP |
| Victor Kodei         | 7–0   | Scott Bianco             | 3–0 PO |
| Bashir Bhola Bhala   | 0–12  | Ričardas Pauliukonis     | 0–4 ST |
| Eldar Kurtanidze     | 6–1   | Bajanmönchijn Gantogtoch | 3–1 PP |
| Isłam Bajramukow     | 3–0   | Heiko Balz               | 3–0 PO |

### Runda 4
|                      | Wynik    |                   | Punkty   |
| Półfinał             | Półfinał | Półfinał          | Półfinał |
| -------------------- | -------- | ----------------- | -------- |
| Macharbiek Chadarcew | 7–1      | Jozef Lohyňa      | 3–1 PP   |
| Rasul Chadem         | 3–0      | Dzambołat Tedejew | 3–0 PO   |
| Repasaże             |          |                   |          |
| Péter Bacsa          | 4–7      | Victor Kodei      | 1–3 PP   |
| Ričardas Pauliukonis | 1–5      | Eldar Kurtanidze  | 1–3 PP   |
| Isłam Bajramukow     | 0–3      | Melvin Douglas    | 0–3 PO   |
| Kim Ik-hui           |          | Bez walki         |          |

### Runda 5
|                  | Wynik    |                | Punkty   |
| Repasaże         | Repasaże | Repasaże       | Repasaże |
| ---------------- | -------- | -------------- | -------- |
| Kim Ik-hui       | 0–7      | Victor Kodei   | 0–3 PO   |
| Eldar Kurtanidze | 1–0      | Melvin Douglas | 3–0 PO   |

### Runda 6
|                  | Wynik    |                   | Punkty   |
| Repasaże         | Repasaże | Repasaże          | Repasaże |
| ---------------- | -------- | ----------------- | -------- |
| Jozef Lohyňa     | 10–0     | Victor Kodei      | 4–0 ST   |
| Eldar Kurtanidze | 10–4     | Dzambołat Tedejew | 3–1 PP   |

### Finały[12]
|                      | Wynik            |                   | Punkty           |
| O siódme miejsce     | O siódme miejsce | O siódme miejsce  | O siódme miejsce |
| -------------------- | ---------------- | ----------------- | ---------------- |
| Kim Ik-hui           | 0–6              | Melvin Douglas    | 0–3 PO           |
| O piąte miejsce      |                  |                   |                  |
| Victor Kodei         | 0–12             | Dzambołat Tedejew | 0–4 TO           |
| O brązowy medal      |                  |                   |                  |
| Jozef Lohyňa         | 0–5              | Eldar Kurtanidze  | 0–3 PO           |
| Finał                |                  |                   |                  |
| Macharbiek Chadarcew | 0–3              | Rasul Chadem      | 0–3 PO           |